# Lista șefilor Statului Major General al Armatei Române
Aceasta este lista Șefilor Statului Major al Apărării al Armatei Române.
| Grad                               | nume                   | Perioadă                                                                              |
| ---------------------------------- | ---------------------- | ------------------------------------------------------------------------------------- |
| Colonel                            | Grigore Gărdescu       | 8-29 ianuarie 1860                                                                    |
| Maior                              | Istratie Sămășescu     | 29 ianuarie-30 mai 1860                                                               |
| General                            | Ioan Emanoil Florescu  | 30 mai-30 august 1860 21 aprilie 1864-1 mai 1866                                      |
| Colonel                            | Gheorghe Slăniceanu    | 27 aprilie-18 august 1877 1878-22 februarie 1879 1882-1883                            |
| Colonel                            | Constantin Barozzi     | 18 august-20 octombrie 1877 1 octombrie 1895-1 octombrie 1898                         |
| General                            | Ștefan Fălcoianu       | 20 octombrie 1877-1878 15 aprilie 1883-23 mai 1884 13 ianuarie 1886-18 iunie 1894     |
| General                            | Alexandru Cernat       | 1881-1882                                                                             |
| Colonel                            | Nicolae Dona           | 23 mai 1884-13 ianuarie 1886                                                          |
| General                            | Iacob N. Lahovari      | 1 octombrie 1894-1 octombrie 1895                                                     |
| General                            | Constantin Poenaru     | 1 octombrie 1898-1 aprilie 1901                                                       |
| General de brigadă                 | Alexandru Cărcăleteanu | 1 aprilie 1901-1 aprilie 1904                                                         |
| General de brigadă                 | Nicolae Tătărăscu      | 1 aprilie 1904-1 aprilie 1907                                                         |
| General                            | Grigore Crăiniceanu    | 1 aprilie 1907-1 noiembrie 1909                                                       |
| General Adjutant                   | Ioan Istrate           | 1 noiembrie 1909-31 martie 1911                                                       |
| General de Divizie                 | Vasile Zottu           | 31 martie-18 noiembrie 1911 1 aprilie 1914-25 octombrie 1916                          |
| General                            | Alexandru Averescu     | 18 noiembrie 1911-2 decembrie 1913                                                    |
| General                            | Constantin Cristescu   | 2 decembrie 1913-1 aprilie 1914 1 aprilie-28 octombrie 1918 1 aprilie 1920-8 mai 1923 |
| General de brigadă                 | Dumitru Iliescu        | 25 octombrie-5 decembrie 1916                                                         |
| General de Divizie Adjutant        | Constantin Prezan      | 5 decembrie 1916-1 aprilie 1918 28 octombrie 1918-20 martie 1920                      |
| General de brigadă                 | Alexandru Gorsky       | 8 mai-1 octombrie 1923                                                                |
| General de Divizie                 | Alexandru Lupescu      | 1 octombrie 1923-21 iunie 1927                                                        |
| General de divizie                 | Nicolae Samsonovici    | 21 iunie 1927-11 august 1932 11 decembrie 1934-1 februarie 1937                       |
| General de Divizie                 | Constantin Lăzărescu   | 11 august 1932-31 noiembrie 1933                                                      |
| General de brigadă                 | Ion Antonescu          | 1 decembrie 1933-11 decembrie 1934                                                    |
| General de Divizie                 | Ion Sichitiu           | 1 februarie-1 noiembrie 1937                                                          |
| General de Divizie                 | Ștefan Ionescu         | 1 noiembrie 1937-1 februarie 1939                                                     |
| General de Divizie Adjutant        | Florea Țenescu         | 1 februarie 1939-23 august 1940                                                       |
| General de Corp de Armată Adjutant | Gheorghe Mihail        | 23 august-6 septembrie 1940 23 august-12 octombrie 1944                               |
| General de Brigadă                 | Alexandru Ioanițiu     | 6 septembrie 1940-17 septembrie 1941                                                  |
| General de Corp de Armată Adjutant | Iosif Iacobici         | 22 septembrie 1941-20 ianuarie 1942                                                   |
| General de Corp de Armată          | Ilie Șteflea           | 20 ianuarie 1942-23 august 1944                                                       |
| General de Corp de Armată Adjutant | Nicolae Rădescu        | 15 octombrie-6 decembrie 1944                                                         |
| General de Corp de Armată Adjutant | Constantin Sănătescu   | 11 decembrie 1944-20 iunie 1945                                                       |
| General de divizie                 | Costin Ionașcu         | 20 iunie 1945-27 decembrie 1947                                                       |
| General-colonel                    | Constantin Gh. Popescu | 30 ianuarie 1948-18 martie 1950                                                       |
| General-locotenent                 | Leontin Sălăjan        | 18 martie 1950-26 aprilie 1954                                                        |
| General de armată                  | Ion Tutoveanu          | 26 aprilie 1954-15 iunie 1965                                                         |
| General-colonel                    | Gheorghe Ion           | 15 iunie 1965-29 noiembrie 1974                                                       |
| General-colonel                    | Ion Coman              | 29 noiembrie 1974-16 iunie 1976                                                       |
| General-locotenent                 | Ion Hortopan           | 1 iulie 1976-31 martie 1980                                                           |
| General-colonel                    | Vasile Milea           | 31 martie 1980-16 decembrie 1985                                                      |
| General-maior                      | Ștefan Gușă            | 25 septembrie 1986-28 decembrie 1989                                                  |
| General de armată                  | Vasile Ionel           | 29 decembrie 1989-2 mai 1991                                                          |
| General-colonel                    | Dumitru Cioflină       | 3 mai 1991-22 ianuarie 1997                                                           |
| General-locotenent                 | Constantin Degeratu    | 22 ianuarie 1997-15 februarie 2000                                                    |
| General-locotenent Dr.             | Mircea Chelaru         | 15 februarie-31 octombrie 2000                                                        |
| General Dr.                        | Mihail Eugen Popescu   | 31 octombrie 2000-25 octombrie 2004                                                   |
| General Dr.                        | Eugen Bădălan          | 25 octombrie 2004-13 septembrie 2006                                                  |
| Amiral dr.                         | Gheorghe Marin         | 13 septembrie 2006-28 decembrie 2010                                                  |
| General dr. (av)                   | Ștefan Dănilă          | 28 decembrie 2010-1 ianuarie 2015                                                     |
| General                            | Nicolae Ciucă          | 1 ianuarie 2015-28 octombrie 2019                                                     |
| General-locotenent                 | Daniel Petrescu        | 28 noiembrie 2019-30 Noiembrie 2023                                                   |
| General-locotenent                 | Gheorghiță Vlad        | 30 noiembrie 2023-prezent                                                             |